# Kiels voetbalkampioenschap 1908/09
In 1908/09 werd het vijfde Kiels voetbalkampioenschap gespeeld, dat georganiseerd werd door de Noord-Duitse voetbalbond. Ook de clubs uit Lübeck speelden dit seizoen nog in deze competitie. 
Holstein Kiel werd kampioen en plaatste zich voor de Noord-Duitse eindronde. De club versloeg eerst Techniker FC Corso Strelitz en verloor in de halve finale van Eintracht Braunschweig.

## Eindstand
| Plaats | Club                    | Wed. | W | G | V | Saldo | Ptn  |
| ------ | ----------------------- | ---- | - | - | - | ----- | ---- |
| 1.     | Kieler FV Holstein 1902 | 8    | 8 | 0 | 0 | 56:3  | 16:0 |
| 2.     | FC Kilia Kiel           | 8    | 5 | 0 | 3 | 16:18 | 10:6 |
| 3.     | 1. Kieler FV 1900       | 8    | 4 | 0 | 4 | 5:26  | 8:8  |
| 4.     | BC 03 Lübeck            | 8    | 3 | 0 | 5 | 8:16  | 6:10 |
| 5.     | SV 05 Lübeck            | 8    | 0 | 0 | 8 | 3:25  | 0:16 |

|  | Kampioen |